# 柏青体
柏青体又称柏体，是书法家柏青所创的汉字书体。其字以隶书为基础，但遵循横粗竖细的原则，别具一格，因而得名。同行曾这样评价柏青体：
|  | 观柏青字之意，却又有字於画中、画於字中之妙。一幅作品，画中有字，字中有画，似影随形，形意相随，形断意不断，大有行云流水修佛理、高山峡谷参禅机之境界。品先生之学识，可谓博学多才，参悟易、道、儒、佛思想，崇尚“大方无隅，大音希声，大象无形”的道家思想，充分体现了字体的大小同一、微观与宏观同一、有无同一的思想。笔画上的“大”指“至大”，为极限，既有与极限对应的天人合一、人文合一，又有刚柔相济、大有太极两仪的相生相克的神形合一。 |

## 汉仪柏青体
中國漢儀公司根据柏青字体，设计出该计算机字体。